# Fuyuan

Il Fuyuan (caratteri cinesi: 富源溪) è un fiume minore di Taiwan, affluente del maggiore fiume Shiukuluan. Il Fuyuan scorre per 28 km nella contea di Hualien.